# Long Tom
Long Tom es el nombre de un modelo de cohete sonda australiano de dos etapas propulsado por combustible sólido y desarrollado a finales de los años 1950.
Fabricado por WRE, fue lanzado 10 veces, entre el 1 de octubre de 1957 y el 10 de noviembre de 1966.

## Especificaciones
- Apogeo: 120 km
- Empuje en despegue: 190 kN
- Masa total: 900 kg
- Diámetro: 0,47 m
- Longitud total: 8,3 m